# La Nuit mystérieuse
Pour plus de détails, voir Fiche technique et Distribution.
La Nuit mystérieuse (One Exciting Night) est un film américain réalisé par D. W. Griffith, sorti en 1922, avec Carol Dempster.

## Synopsis
L'oncle d'Agnes Harrington l'envoie loin de sa famille en Afrique lorsque son riche père décède, afin de ne pas avoir à partager la fortune de son frère avec l'enfant. Des années plus tard, sur son lit de mort, il veille à ce qu'Agnès retrouve la place qui lui revient dans la société, déshéritant ainsi son propre fils John Fairfax.
Ce dernier, Agnès et un certain nombre d'autres personnes se réunissent lors d'un événement social au célèbre domaine Fairfax, sans savoir qu'il est utilisé par une bande de trafiquants d'alcool et qu'un trésor caché est dissimulé quelque part sur le terrain. Pour aggraver les choses, un fou effrayant rôde sur les lieux et les gens commencent à mourir les uns après les autres.

## Fiche technique
- Titre original : One Exciting Night
- Titre français : La Nuit mystérieuse
- Réalisation : D. W. Griffith
- Scénario : D. W. Griffith (sous le pseudonyme d'Irene Sinclair)
- Décors : Charles M. Kirk
- Photographie : Irving B. Ruby et Hendrik Sartov
- Musique : Albert Pesce
- Production : D. W. Griffith
- Pays de production :  États-Unis
- Format : noir et blanc - 35 mm — 1,33:1 - film muet
- Durée : 2 heures 8 minutes
- Date de sortie : États-Unis : 2 octobre 1922

## Distribution
- Carol Dempster
- Henry Hull
- Porter Strong
- Morgan Wallace
- Charles Croker-King
- Margaret Dale
- Frank Sheridan
- Frank Wunderlee
- Grace Griswold
- Irma Harrison